# Gastronomía de Cerdeña

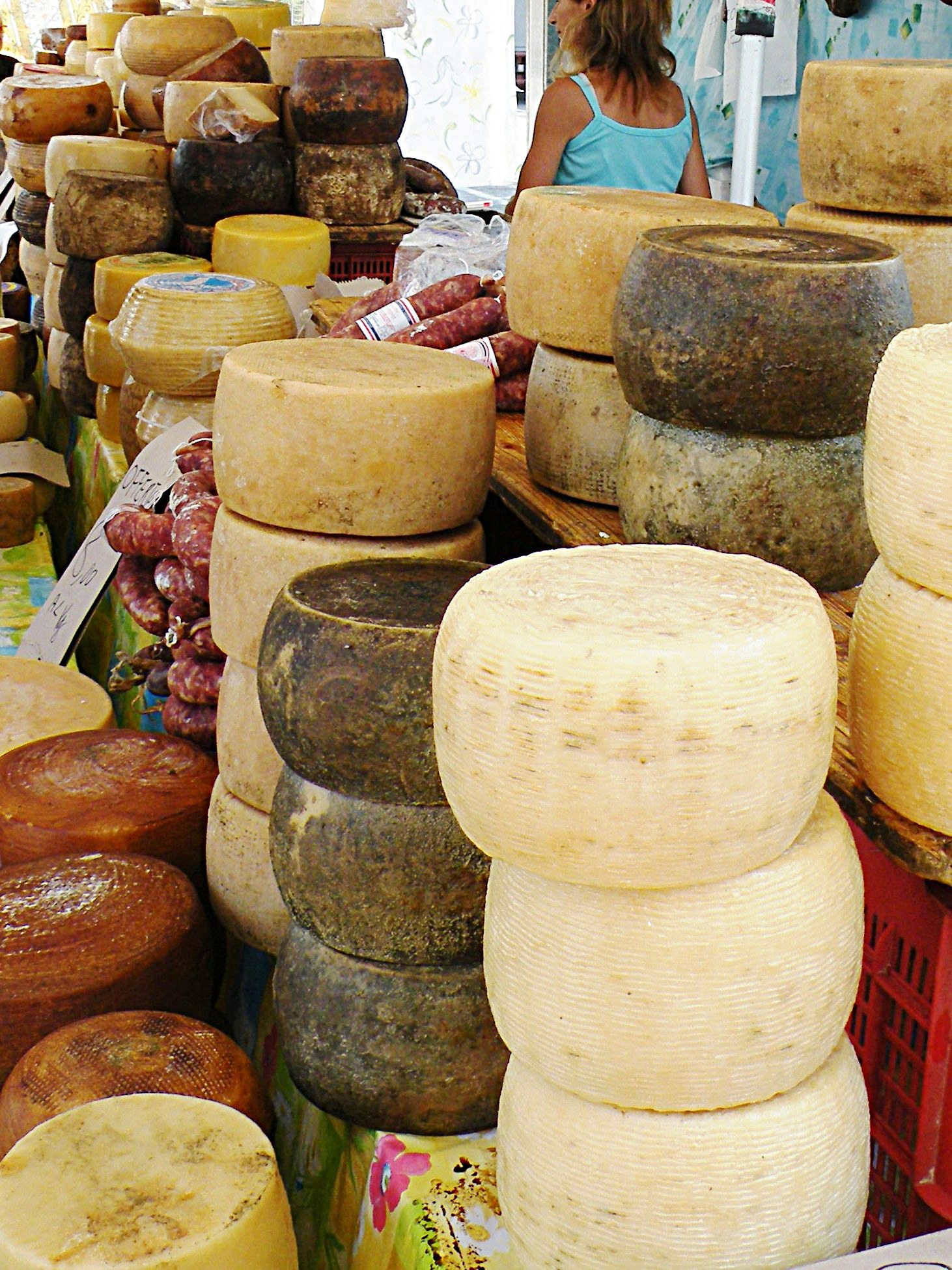
Quesos y chacinados sardos.

La cocina sarda pertenece a la gastronomía típica de la isla italiana de Cerdeña, la cual se caracteriza por la insularidad y la cultura rural. Es muy variada y se ha ido enriqueciendo a lo largo de la historia por los aportes e influencias de las diferentes culturas mediterráneas con las que se ha relacionado. Heterogénea y diversificada, abarca carnes asadas, la elaboración de pan, quesos o vinos, además de la caza, pesca o la recolección de hierbas silvestres. 
Se considera una parte avanzada de la dieta mediterránea, la cual ha sido declarada en 2010 por la UNESCO como Patrimonio cultural inmaterial de la Humanidad.

## Cocina marina

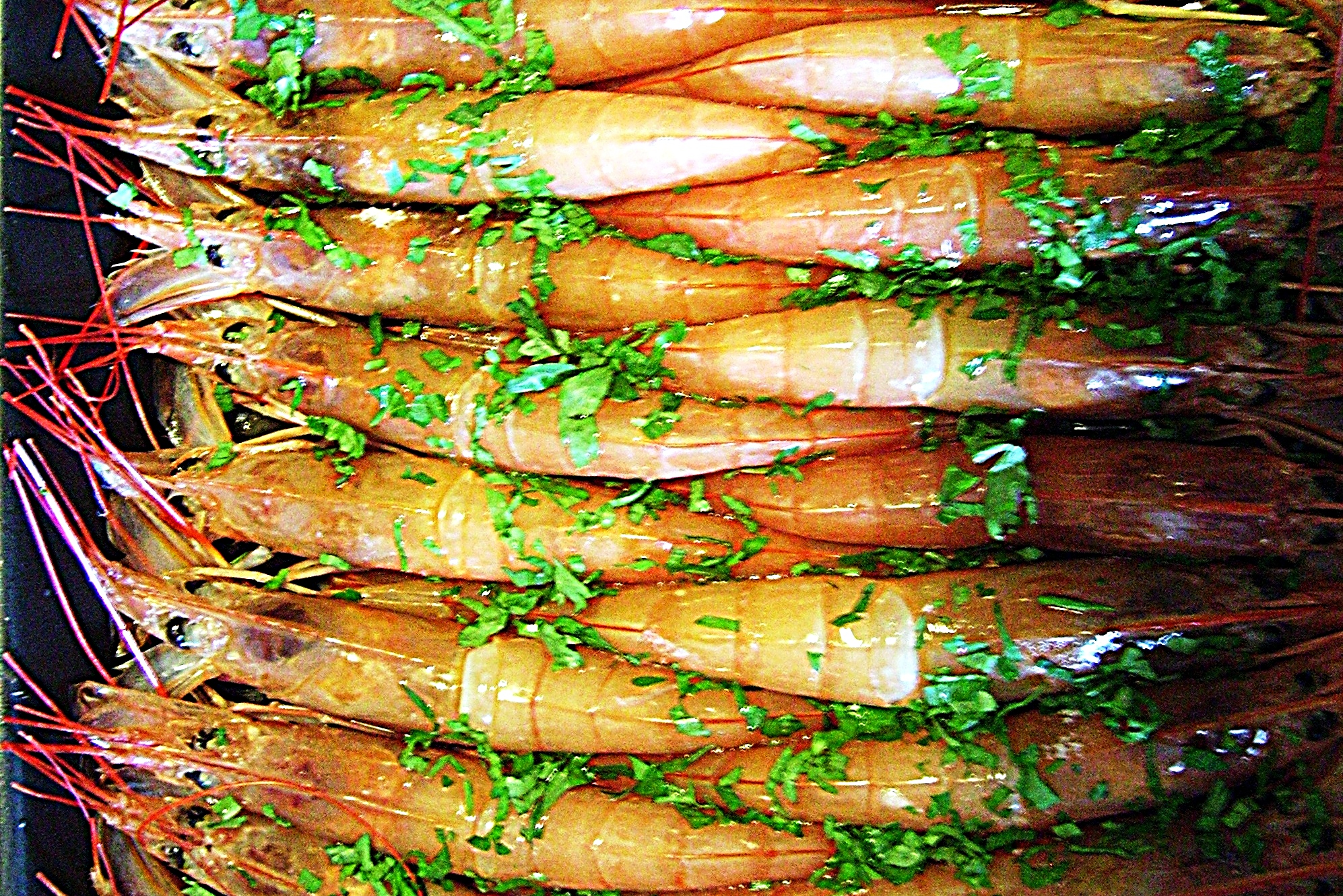
Langostinos al vino de vernaccia.

Según algunos expertos, el garum, una antigua salsa de pescado marinado en vinagre y miel, bastante apreciada por los patricios romanos, también provenía de Cerdeña.
Las excavaciones llevadas a cabo en la zona del puerto de Cagliari confirman la estrecha relación de las antiguas poblaciones de las costas meridionales con el mar y la pesca.

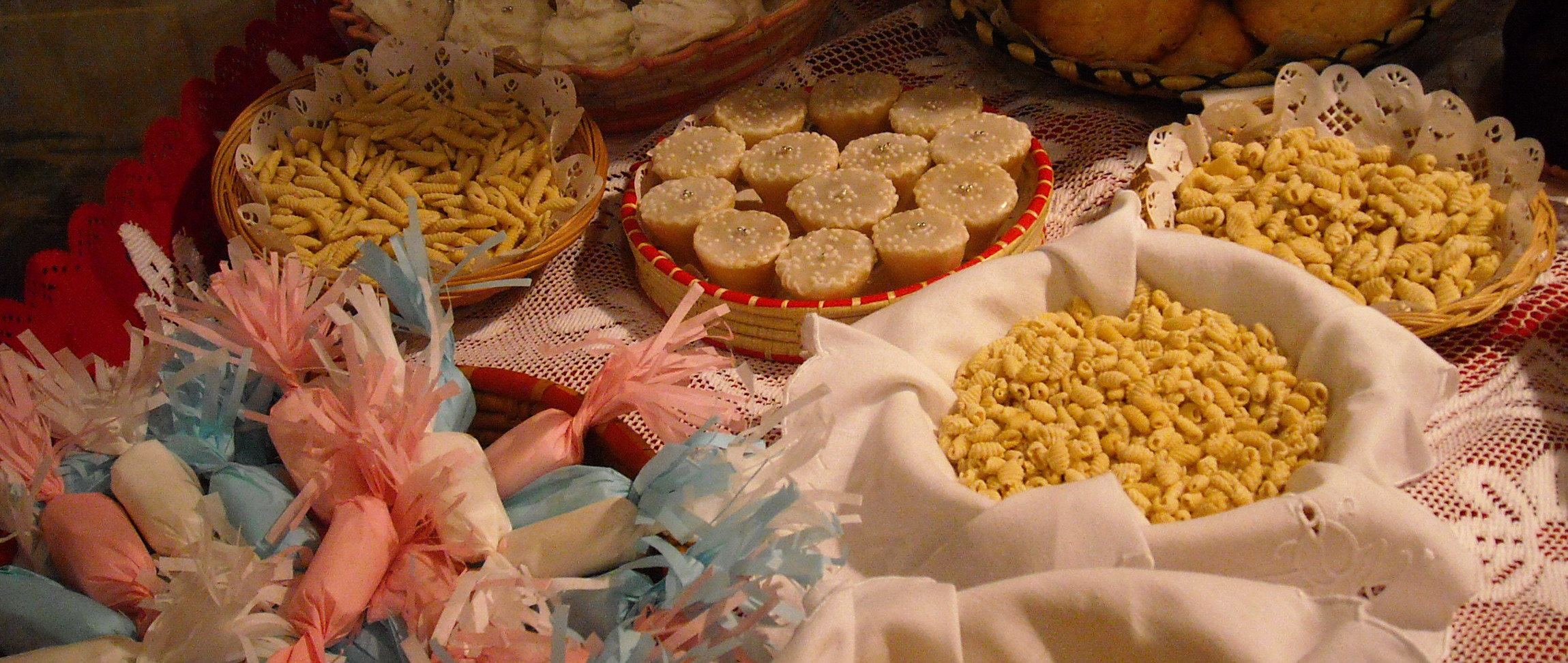
Pasta y dulces típicos de la cocina sarda.

En la zona suroccidental de la isla se puede reconocer la influencia pisana y genovesa, así como la de Alguer, que, con fuertes influjos catalanes, se extiende a lo largo de toda la costa, desde Alghero hasta el estrecho de Bonifacio.
En las ciudades costeras, sobre todo en Cagliari, Carloforte, Oristán, Alguer, Santa Teresa di Gallura, y Olbia donde los platos a base de pescados y mariscosson innumerables, con recetas que realzan las cualidades locales.
En Cagliari los platos típicos son la Fregula cun còciula (pasta de sémola en gránulos, con almejas), la còcciula e cozzas a schiscionera (almejas y mejillones asados en una sartén), la burrida a sa casteddaia (plato a base de pintarroja, vinagre y nueces), la cassòla (sopa de diversos pescados, crustáceos y moluscos), la aligusta a sa casteddaia (langosta al estilo de Cagliari), los espaguetis con almejas y botarga, y los spaghittus cun arrizzonis (espaguetis con erizos de mar servidos también en variantes con alcachofas o espárragos silvestres). 
En las costas sulcitianas, en el sur de la isla, se encuentran algunas de las más antiguas almadrabas de atún del Mediterráneo. La cocina refleja la fuerte influencia genovesa y está basada en gran medida en la pesca de atún rojo y en los productos relacionados con este tipo de pesca, como la botarga, el corazón de atún, el musciame, la buzzonaglia, el lattume, así como el cascà, una sémola de cuscús con solo verduras, de origen tabárquico.
En la cocina típica de la zona de Oristán y en los estanques de Cabras, pero también en Bosa, las anguilas son muy apreciadas. Los estanques son ricos en pescado y con sus huevas se produce la butàriga, bottarga di muggine (huevas de mújol desecadas bajo la sal), que se pueden consumir en tiras finas aderezadas con aceite, así como ralladas sobre pasta. Otro producto típico es el Merca, que consiste en rodajas de mújol hervido y salado, envueltas en una bolsa de hierba palustre, la zibba (Halimione portulacoides), utilizada para la conservación. Además, se puede degustar otra variante de la burrida (pintarroja), pero también mújoles y anguilas asadas, lubinas, dentones y doradas.
En Alghero las langostas son muy apreciadas y se preparan a la catalana (hervidas con tomates, apio y cebolla) y acompañadas por una salsa obtenida de la cabeza, zumo de limón, aceite de oliva, sal y pimienta. También la raya en ajo es una especialidad de Alghero y se prepara hirviendo la raya y cubriéndola con una salsa de tomate, vinagre, ajo y perejil.
En el territorio de Santa Teresa y en el archipiélago de La Maddalena, las ensaladas de pulpo representan una especialidad típica, mientras que en Olbia destacan los platos a base de mejillones, almejas veraces y coquinas. Muy singular y para muchos un verdadero manjar, tanto en el norte como en el sur de la isla son las Ortziadas o Bultigghjata que son las anémonas de mar enharinadas y fritas.

## Cocina pastoral y campesina
Se basa en ingredientes sencillos y  variados. Esta cocina cambia de una zona a otra, tanto en el nombre de los platos como en los ingredientes. Uno de estos ingredientes es la sémola sarda de trigo duro (Trigu sardu) que produce un tipo de pasta de elevada calidad, que se presta a ser trabajada de formas diferentes. Benedetto Croce, en las anotaciones de una de sus traducciones al italiano de un texto napolitano del 1600, el Pentamerone, explica cómo en aquella época, en Campania y especialmente en Nápoles, la pasta se llamaba pasta de Cagliari, lo que confirma que la calidad de las harinas sardas ya era conocida y apreciada desde hace mucho tiempo.

### Entrantes
Por lo que concierne a los entrantes, cabe señalar los jamones de cerdo o de jabalí, como los de Fonni, de Desulo y de Oliena, acompañados por hongos, aceitunas y quesos, como el Pecorino sardo, fresco o curado, el Casizolu (queso de vaca) fresco o asado (a menudo servido con miel). Además de los varios jamones, se aprecian los diferentes tipos de tocino, de solomillo de cerdo y de capicola. Los chorizos y los embutidos de Irgoli introducen a menudo la comida de las zonas internas, junto a la frue o frughe, o sea, la cuajada de oveja.

### Primeros platos

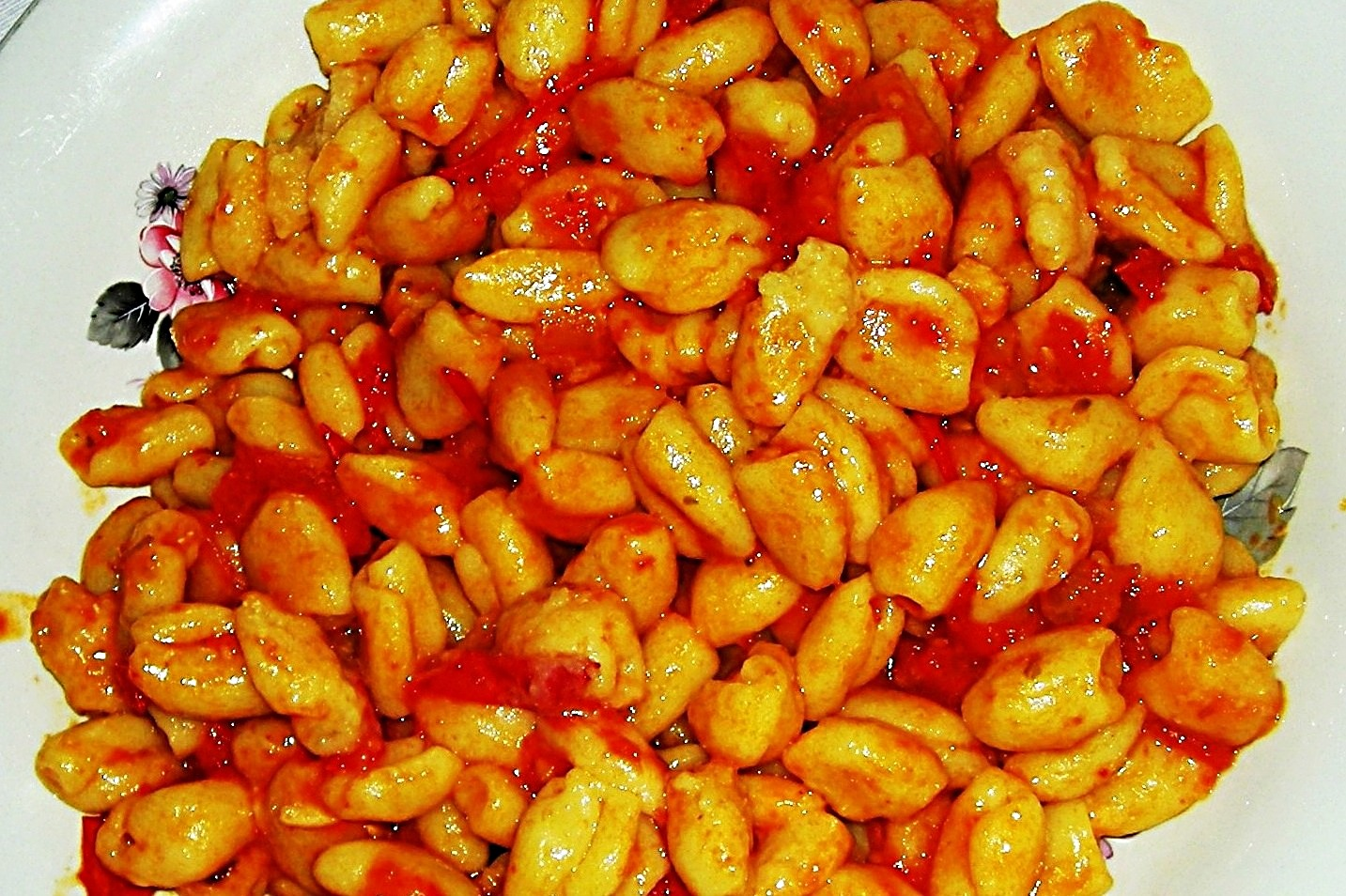
Li Chiusòni, ñoquis característicos de sémola de grano duro.

Algunos primeros platos típicos son los siguientes:
- Los malloreddus son pequeños ñoquis de sémola de trigo duro tradicionalmente aromatizados con azafrán. Normalmente están sazonados a la campidanese (salsa de chorizo), pero entre las recetas típicas hay una variante con casu furriau, es decir, con queso fundido y azafrán. Se conocen también como cigiones en la zona de Sassari, cravaos en la zona de Nuoro y gnocchetti sardi en lengua italiana.
- Los culurgiones son un tipo de pasta muy parecido a los raviolis (pero diferentes en forma y técnica de cierre), rellenos de requesón y menta o con un relleno a base de patatas, queso fresco y menta.
- Las lorighittas son una pasta preparada desde la Antigüedad en el pequeño pueblo de Morgongiori, situado en el centro de la isla, trenzando un doble hilo de masa.
- Los macarrones de busa son una especie de bucatini hechos con una peculiar aguja alargada.
- Los macarrones furriaos, pequeños ñoquis sazonados con pecorino (queso de oveja) muy fresco, mantecado junto a la sémola hasta formar una especie de crema.
- Los macarrones de punzu o macarrones de ùngia ( llamados chiusòni o ciusòni en dialecto de Gallura) son peculiares ñoquis de sémola de trigo duro con forma de pequeños cilindros de 3-4 cm. Se preparan en todo el territorio regional, pero sobre todo en Gallura.
- La fregola es un particular tipo de pasta seca, de sémola de trigo duro, trabajada en pequeños grumos y utilizada en platos típicos como la frègula con las coquinas o la frègula con salsa. Se utiliza también para realizar sopas con caldos de carne.
- La zuppa gallurese o suppa cuatta es un plato constituido por pan sardo, casizolu, especias y pecorino, todo ablandado con caldo y cocinado al horno.
- La fabadda (favata) es típica de la zona de Sassari, tradicionalmente preparada en el período de carnaval. Consiste en una sopa de habas secas, repollo, hinojo, tocino y carne de cerdo y tiene su origen en España.[1]
- La panada es un timbal hecho con hojaldre y relleno de carne de cordero (o anguilas), patatas y tomates secos. Es una especialidad de Assemini y, en otras variantes, también de Oschiri, Berchidda, Pattada y Cuglieri.
- El pane frattau es un plato a base de pane carasau (láminas de pan crujiente) mojado en caldo, dispuesto en varios estratos con pecorino rallado y salsa de tomate, y con un huevo escalfado por encima.
- La sopa minestra e’ merca, hecha con su succu, es un peculiar tipo de pasta similar a los tagliolini (una especie de tallarines finos) con un caldo de tomates, calabacines, patatas (según las variantes), con la añadidura final de cuajada de oveja (frue).
- El filindeu es una pasta de sémola finísima, trenzada de manera particular y servida con caldo de oveja y abundante queso fresco.
- Su succu es primer plato típico de Busachi (pueblo situado en la zona de Oristán). Se prepara con tallarines muy finos, parecidos a los fideos, cocidos en el caldo de oveja, aromatizados con azafrán en rama y condimentados con pecorino fresco acídulo.